# Mário Pasqualotto
Mário Pasqualotto, PIME (Valenza, 25 de junho de 1938) é um bispo católico italiano e bispo-auxiliar emérito da Arquidiocese de Manaus.

## Biografia
Nascido em uma família pobre, Mário vivenciou a Segunda Guerra Mundial na Itália e ajudou seus pais nas olarias. Tornou-se seminarista do PIME aos onze anos. Pasqualotto foi ordenado sacerdote em 26 de junho de 1965, através de D. Aristides Pirovano. Desejava ser missionário na Birmânia ou na África, mas foi enviado como vice-reitor do seminário que o Papa João XXIII quis que o PIME construísse em Sotto il Monte. Após dois anos de serviço, foi enviado para a Amazônia em 1967. Após uma viagem de nove dias pelo Oceano Atlântico, Pasqualotto e outros quatro missionários chegaram a Macapá em 8 de dezembro do referido ano. Dirigido à Parintins, foi recebido pelo bispo Arcângelo Cerqua. Na Diocese de Parintins, serviu primeiro em Barreirinha, até ser nomeado em 1976 como pároco da Catedral e vigário-geral da então prelazia.
Em 1981 o PIME o nomeou reitor do seminário em Treviso, retornando em junho de 1985 à Barreirinha. Em 1990, foi novamente transferido para servir no seminário em Treviso. No final de junho de 1995, retorna definitivamente a Parintins, para servir com D. Gino Malvestio, que o enviou para a paróquia de Maués. Em maio de 1999, o Arcebispo de Manaus, Dom Luiz Soares Vieira lhe transmite o convite do Papa João Paulo II para ser bispo-auxiliar de Manaus.
Com seu aceite, foi nomeado aos 2 de junho de 1999 como bispo-auxiliar de Manaus, com a sé titular de Vicus Cesaris. Recebeu a ordenação episcopal em 15 de agosto de 1999 através de Dom Luiz Soares Vieira. Os principais co-consagradores foram Paolo Magnani, bispo de Treviso, e Jesús Moraza Ruiz de Azúa, OAR, prelado de Lábrea.
Dom Mário Pasqualotto foi presidente do Regional Norte I da CNBB (2006-2010). Ainda à serviço do Regional, exerceu as funções de bispo referencial para a Animação Litúrgica, Presbíteros e Pastoral Vocacional. O Papa Francisco aceitou sua renúncia por idade em 17 de julho de 2013, tornando-se auxiliar-emérito de Manaus.
Dom Mário foi principal co-consagrador de D. José Albuquerque de Araújo (2016). Atualmente, exerce a presidência das três comunidades da Fazenda da Esperança em Manaus, inclusive como Reitor do Santuário da Misericórdia, inaugurado na Fazenda da Esperança, além de auxiliar como diretor espiritual no Seminário Arquidiocesano São José.